# Pederssøn
Pederssøn oder Pedersson ist ein Familienname. 

## Herkunft und Bedeutung
Der Name ist ein patronymisch gebildeter Familienname und bedeutet Sohn des Peter.

## Namensträger
- Absalon Pederssøn Beyer (1528–1575), norwegischer Geistlicher, Historiker, Schriftsteller und Lehrer und Humanist
- Erik Pedersson Hwass (1558–1560), Bischof von Skara in Schweden
- Geble Pederssøn (um 1490–1557), norwegischer Geistlicher und Bischof
- Hermann Pedersson Fleming, Gouverneur Estlands 1564–1565
- Tord Pedersson, Erzbischof von Uppsala in Schweden 1468–1469